# إيزاليني تيني
إيزاليني تيني (من مواليد 20 مارس 1943) سياسية وأخصائية اجتماعية برازيلية ، تنتمي إلى حزب العمال البرازيلي.
في عام 2000 تم انتخابها نائبة لرئيس بلدية كامبيناس، على بطاقة أنطونيو دا كوستا سانتوس (تونينيو). تولت المنصب في 1 يناير 2001، وأصبحت عمدة بعد مقتل تونينيو في 10 سبتمبر 2001. انتهت فترة ولايتها في 31 ديسمبر 2004، واختارت عدم الترشح لولاية ثانية.